# Groupe Karthago

Logo du groupe Karthago.

Le groupe Karthago est un groupe d'entreprises tunisiennes fondé par l'homme d'affaires Belhassen Trabelsi et composé des compagnies suivantes :
- Aviation Training Center of Tunisia ;
- Alpha Ford ;
- Alpha International Tunisie ;
- Alpha Bus Tunisie ;
- Cactus Production ;
- Global Telecom Networking ;
- Jet Multimédia Tunisie ;
- Karthago Airlines ;
- Karthago Éditions ;
- Karthago Hôtels ;
- Karthago Immobilière ;
- Karthago Travel Service ;
- Koral Blue Airlines ;
- Mosaïque FM ;
- Société Utique pour la promotion agricole (Al Baraka)
- Upcar.

Le groupe, confisqué à Trabelsi après la révolution de 2011, est transféré à El Karama Holding.